# Methane for All

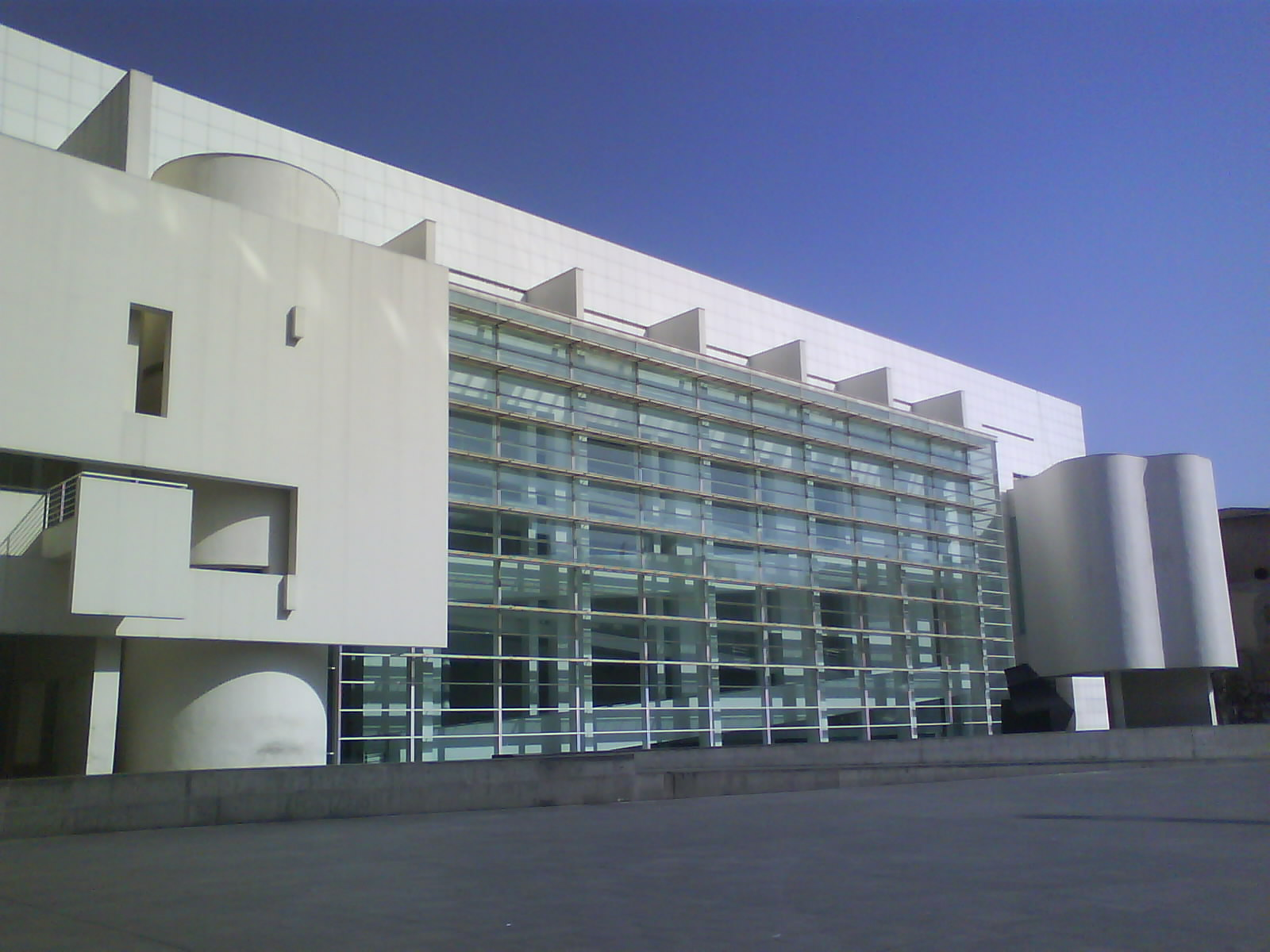
Les fotografies actualment es conserven al MACBA

Methane for All és una sèrie de fotografies de l'artista, escriptor i crític estatunidenc Allan Sekula conservades al Museu d'Art Contemporani de Barcelona (MACBA).

## Història
Cal situar Methane for All com una obra específica en un context molt concret: l'encàrrec fotogràfic del MACBA a alguns artistes contemporanis per fer un diagnòstic de la ciutat actual i detectar-ne els pols d'innovació. Aquesta iniciativa, del Programa d'Estudis Independents (PEI) del MACBA, amb el títol Imatges metropolitanes de la nova Barcelona, es va presentar a l'exposició Arxiu universal. La condició del document i la utopia fotogràfica moderna (MACBA, 2008).

## Descripció
Allan Sekula (Erie, Pennsilvània, 1951) documenta l'arribada dels vaixells metaners, com el Sestao Knutsen, que es va construir a les drassanes de Bilbao, o el Moss, des dels jaciments de gas de Qatar, Líbia i Algèria. Aquestes embarcacions, que només es poden fotografiar des de la proa, el pont i la popa —ja que el simple clic d'un obturador mecànic podria generar una espurna d'electricitat estàtica i provocar un accident–, arriben a la Barceloneta, el port històric de la ciutat de Barcelona. L'artista documenta també diversos escenaris de la terminal d'inflamables, com ara la construcció d'un nou tanc d'emmagatzematge o els moments de màxima alerta després que la policia hagués detectat un complot per posar una bomba al metro de Barcelona. Des de la terminal d'inflamables, el gas es condueix cap al nord de la ciutat per conductes submarins, fins que arriba a la central tèrmica de Sant Adrià de Besòs, propietat de Gas Natural.
Sekula fotografia la Torre Gas Natural, seu de la companyia energètica, i altres edificis antics de l'entorn també relacionats amb la transformació de l'energia. Però la seva obra posa l'accent en l'element humà i en la influència del treball en la manera de viure.